# Wimbledon 1997
De 111e editie van het Britse grandslamtoernooi, Wimbledon 1997, werd gehouden van maandag 23 juni tot en met zondag 6 juli 1997. Voor de vrouwen was het de 104e editie van het graskampioenschap. Het toernooi werd gespeeld bij de All England Lawn Tennis and Croquet Club in de wijk Wimbledon van de Britse hoofdstad Londen.
Door aanhoudende regenval in de eerste week konden veel wedstrijden niet gespeeld worden. Voor de tweede keer in de Wimbledongeschiedenis (na Wimbledon 1991) werd hierdoor op Middle Sunday gespeeld. Traditioneel werd op er de middelste zondag niet gespeeld.
Het toernooi van 1997 trok 436.531 toeschouwers.

## Belangrijkste uitslagen
Mannenenkelspel

Finale: Pete Sampras (Verenigde Staten) won van Cédric Pioline (Frankrijk) met 6-4, 6-2, 6-4
Vrouwenenkelspel

Finale: Martina Hingis (Zwitserland) won van Jana Novotná (Tsjechië) met 2-6, 6-3, 6-3
Mannendubbelspel

Finale: Todd Woodbridge (Australië) en Mark Woodforde (Australië) wonnen van Jacco Eltingh (Nederland) en Paul Haarhuis (Nederland) met 7-6, 7-6, 5-7, 6-3
Vrouwendubbelspel

Finale: Gigi Fernández (Verenigde Staten) en Natallja Zverava (Wit-Rusland) wonnen van Nicole Arendt (Verenigde Staten) en Manon Bollegraf (Nederland) met 7-6, 6-4
Gemengd dubbelspel

Finale: Helena Suková (Tsjechië) en Cyril Suk (Tsjechië) wonnen van Larisa Neiland (Letland) en Andrej Olchovski (Rusland) met 4-6, 6-3, 6-4
Meisjesenkelspel

Finale: Cara Black (Zimbabwe) won van Brie Rippner (Verenigde Staten) met 6-3, 7-5
Meisjesdubbelspel

Finale: Cara Black (Zimbabwe) en Irina Seljoetina (Kazachstan) wonnen van Maja Matevžič (Slovenië) en Katarina Srebotnik (Slovenië) met 3-6, 7-5, 6-3
Jongensenkelspel

Finale: Wesley Whitehouse (Zuid-Afrika) won van Daniel Elsner (Duitsland) met 6-3, 7-6
Jongensdubbelspel

Finale: Luis Horna (Peru) en Nicolás Massú (Chili) wonnen van Jaco van der Westhuizen (Zuid-Afrika) en Wesley Whitehouse (Zuid-Afrika) met 6-4, 6-2

## Toeschouwersaantallen en bezoekerscapaciteit
|           |        | Eerste week |         | Tweede week |
| --------- | ------ | ----------- | ------- | ----------- |
| Maandag   |        | 33.586      |         | 35.566      |
| Dinsdag   | 37.871 | 36.618      |         |             |
| Woensdag  | 29.333 | 35.101      |         |             |
| Donderdag | 29.296 | 31.724      |         |             |
| Vrijdag   | 27.014 | 26.516      |         |             |
| Zaterdag  | 32.307 | 24.523      |         |             |
| Zondag    | 31.204 | 25.872      |         |             |
| Totaal    |        | 436.531     | 436.531 | 436.531     |

|  | = slecht weer (meer dan twee uur niet gespeeld) |
|  | = gehele dag niet gespeeld, vanwege de regen    |

| Baan                           | Zitplaatsen                    | Staanplaatsen                  |                                | Baan                           | Zitplaatsen |
| ------------------------------ | ------------------------------ | ------------------------------ | ------------------------------ | ------------------------------ | ----------- |
| Centre Court                   | 13.120                         | –                              |                                | Court No. 9                    | –           |
| Court No. 1                    | 11.432                         | –                              | Court No. 10                   | –                              |             |
| Court No. 2                    | 2.220                          | 770                            | Court No. 11                   | 162                            |             |
| Court No. 3                    | 800                            | –                              | Court No. 12                   | –                              |             |
| Court No. 4                    | –                              | –                              | Court No. 13                   | 1.541                          |             |
| Court No. 5                    | –                              | –                              | Court No. 16                   | –                              |             |
| Court No. 6                    | 250                            | –                              | Court No. 17                   | 152                            |             |
| Court No. 7                    | 250                            | –                              | Court No. 18                   | 788                            |             |
| Court No. 8                    | –                              | –                              | Court No. 19                   | 305                            |             |
| Totaal zitplaatsen             | Totaal zitplaatsen             | Totaal zitplaatsen             | Totaal zitplaatsen             | Totaal zitplaatsen             | 31.020      |
| Totaal staanplaatsen           | Totaal staanplaatsen           | Totaal staanplaatsen           | Totaal staanplaatsen           | Totaal staanplaatsen           | 770         |
|                                |                                |                                |                                |                                |             |
| Bezoekerscapaciteit tennispark | Bezoekerscapaciteit tennispark | Bezoekerscapaciteit tennispark | Bezoekerscapaciteit tennispark | Bezoekerscapaciteit tennispark | 32.000      |

## Uitzendrechten
In Nederland was Wimbledon te zien op de publieke omroep op Nederland 2. Er werd dagelijks rechtstreeks verslag gedaan van 15.00 uur tot 18.00 uur. Rond 23.45 uur werd de dag op dezelfde zender samengevat in een programma van ongeveer 25 minuten. De uitzendingen van maandag 23, dinsdag 24 en woensdag 25 juni trokken gemiddeld 420.000 kijkers. De laatste set van de partij tussen Paul Haarhuis en Tim Henman op zondag 29 juni werd door 1.455.000 mensen bekeken. Op dinsdag 1 juli keken 1.370.000 Nederlanders naar de eerste drie sets van het duel tussen titelverdediger Richard Krajicek en Tim Henman.
De uitzendrechten waren in eerste instantie voor de periode van 1997 tot en met 1999 gekocht door de commerciële sportzender Sport 7. Deze zender werd echter op 8 december 1996 van het scherm gehaald na financiële problemen, waarna de rechten weer vrij kwamen.
Verder kon het toernooi ook gevolgd worden bij de Britse publieke omroep BBC, waar uitgebreid live-verslag werd gedaan op de zenders BBC One en BBC Two.
1877 · 1878 · 1879 · 1880 · 1881 · 1882 · 1883 · 1884 · 1885 · 1886 · 1887 · 1888 · 1889 · 1890 · 1891 · 1892 · 1893 · 1894 · 1895 · 1896 · 1897 · 1898 · 1899 · 1900 · 1901 · 1902 · 1903 · 1904 · 1905 · 1906 · 1907 · 1908 · 1909 · 1910 · 1911 · 1912 · 1913 · 1914 · 1915–1918 · 1919 · 1920 · 1921 · 1922 · 1923 · 1924 · 1925 · 1926 · 1927 · 1928 · 1929 · 1930 · 1931 · 1932 · 1933 · 1934 · 1935 · 1936 · 1937 · 1938 · 1939 · 1940–1945 · 1946 · 1947 · 1948 · 1949 · 1950 · 1951 · 1952 · 1953 · 1954 · 1955 · 1956 · 1957 · 1958 · 1959 · 1960 · 1961 · 1962 · 1963 · 1964 · 1965 · 1966 · 1967
↓ open tijdperk ↓
1968 (m-v-md-vd-gd) · 1969 (m-v-md-vd-gd) · 1970 (m-v-md-vd-gd) · 1971 (m-v-md-vd-gd) · 1972 (m-v-md-vd-gd) · 1973 (m-v-md-vd-gd) · 1974 (m-v-md-vd-gd) · 1975 (m-v-md-vd-gd) · 1976 (m-v-md-vd-gd) · 1977 (m-v-md-vd-gd) · 1978 (m-v-md-vd-gd) · 1979 (m-v-md-vd-gd) · 1980 (m-v-md-vd-gd) · 1981 (m-v-md-vd-gd) · 1982 (m-v-md-vd-gd) · 1983 (m-v-md-vd-gd) · 1984 (m-v-md-vd-gd) · 1985 (m-v-md-vd-gd) · 1986 (m-v-md-vd-gd) · 1987 (m-v-md-vd-gd) · 1988 (m-v-md-vd-gd) · 1989 (m-v-md-vd-gd) · 1990 (m-v-md-vd-gd) · 1991 (m-v-md-vd-gd) · 1992 (m-v-md-vd-gd) · 1993 (m-v-md-vd-gd) · 1994 (m-v-md-vd-gd) · 1995 (m-v-md-vd-gd) · 1996 (m-v-md-vd-gd) · 1997 (m-v-md-vd-gd) · 1998 (m-v-md-vd-gd) · 1999 (m-v-md-vd-gd) · 2000 (m-v-md-vd-gd) · 2001 (m-v-md-vd-gd) · 2002 (m-v-md-vd-gd) · 2003 (m-v-md-vd-gd) · 2004 (m-v-md-vd-gd) · 2005 (m-v-md-vd-gd) · 2006 (m-v-md-vd-gd) · 2007 (m-v-md-vd-gd) · 2008 (m-v-md-vd-gd) · 2009 (m-v-md-vd-gd) · 2010 (m-v-md-vd-gd) · 2011 (m-v-md-vd-gd) · 2012 (m-v-md-vd-gd) · 2013 (m-v-md-vd-gd) · 2014 (m-v-md-vd-gd) · 2015 (m-v-md-vd-gd) · 2016 (m-v-md-vd-gd) · 2017 (m-v-md-vd-gd) · 2018 (m-v-md-vd-gd) · 2019 (m-v-md-vd-gd) · 2020 · 2021 (m-v-md-vd-gd) · 2022 (m-v-md-vd-gd) · 2023 (m-v-md-vd-gd) · 2024 (m-v-md-vd-gd)
Lijst van Wimbledonwinnaars · Toernooien per editie